# Saison 2024-2025 de l'Élan sportif chalonnais
La saison 2024-2025 de l'Élan sportif chalonnais est la vingt septième de l'Élan chalon en BetClic Élite.

## Transfert
| Arrivées - Yohan Choupas : Alliance Sport Alsace (Pro B) - Dusan Ristic : Burgos (LEB Oro) - Jeremiah Hill : Runa Basket Moscou (VTB League) - Nemanja Nenadić : Limoges (Betclic Élite) - Zac Cuthbertson : Szcecin (PLK) - Jamel Morris : Brindisi (Série A) - Zeljko Sakic : Tofaş Bursa (Super Ligi) En cours de saison - Michael Stockton : Gravelines Dunkerque (Betclic Élite) - Brandon Paul : Bourg-en-Bresse (Betclic Élite) | Départs - Antoine Eito : Antibes (Pro B) - Ryan Mikesell : MLP Academics Heidelberg (Basketball-Bundesliga) - Aleksej Nikolić : KK Cedevita Olimpija (Liga Nova KBM) - Dirk Williams : Hapoël Eilat (Ligat Ha'al) - Matthieu Missonnier : Pau-Lacq-Orthez (Pro B) - Demonte Harper : Pallacanestro Forli (Série A2) - Kaleb Wesson : Kaohsiung Aquas (SBL) - Kenny Baptiste : Limoges (Betclic Élite) En cours de saison - Nemanja Nenadić : Arka Gdynia (PLK) |

## Effectifs

### Effectif actuel
| P.             | #  | Nat.! | Nom Prénom       | Taille | Âge |
| -------------- | -- | ----- | ---------------- | ------ | --- |
| Arrière        | 0  |       | Akram Naji       | 1,90   | 17  |
| Meneur         | 2  |       | Jamel Morris     | 1,93   | 32  |
| Arrière        | 3  |       | Brandon Paul     | 1,93   | 33  |
| Ailier fort    | 4  |       | Zeljko Sakic     | 2,03   | 36  |
| Arrière        | 6  |       | Yohan Choupas    | 1,93   | 25  |
| Ailier fort    | 7  |       | Olivier Cortale  | 2,06   | 27  |
| Meneur         | 8  |       | Jeremiah Hill    | 1,88   | 29  |
| Ailier fort    | 13 |       | Lionel Gaudoux   | 1,98   | 28  |
| Pivot          | 14 |       | Dusan Ristic     | 2,14   | 29  |
| Meneur         | 21 |       | Michael Stockton | 1,95   | 35  |
| Ailier fort    | 22 |       | Yanis Tonelier   | 2,13   | 21  |
| Ailier         | 23 |       | Vuk Vucevic      | 1,97   | 21  |
| Arrière-Meneur | 24 |       | Noah Badibanga   | 2,00   | 21  |
| Ailier         | 40 |       | Zac Cuthbertson  | 2,01   | 28  |

| Elric Delord | Maxime Pacquaut | Emmanuel Coeuret |

- Nemanja Nenadić : Séparation à l'amiable

## Matchs

### Matchs amicaux
Avant saison
- Chalon-sur-Saône / Saint-Vallier (Nationale 1) : 103-74
- Roanne (Pro B) / Chalon-sur-Saône : 82-87 (Tournoi de la  Drôme  à Saint-Paul-Trois-Châteaux)
- Dijon / Chalon-sur-Saône : 79-67 (Tournoi de la Drôme à Saint-Paul-Trois-Châteaux)
- Bourg-en-Bresse / Chalon-sur-Saône : 87-75 (Ain Star Game à Bourg-en-Bresse)
- Chalon-sur-Saône / Nanterre : 86-71 (Ain Star Game à Bourg-en-Bresse)
- Chalon / Limoges : 67-62
- Le Mans / Chalon-sur-Saône : 75-64 (Tournoi de Bourges)
- Le Portel / Chalon-sur-Saône : 79-75 (Tournoi de Bourges)

### Championnat

#### Matchs aller
- Strasbourg / Chalon-sur-Saône : 83-80
- Chalon-sur-Saône / Paris : 87-102
- Le Portel / Chalon-sur-Saône : 87-81
- Nancy / Chalon-sur-Saône : 96-84
- Chalon-sur-Saône / Lyon-Villeurbanne : 109-107
- Nanterre / Chalon-sur-Saône : 91-70
- Limoges / Chalon-sur-Saône : 74-68
- Chalon-sur-Saône / Le Mans : 88-84
- Chalon-sur-Saône / Bourg-en-Bresse : 86-93
- Cholet / Chalon-sur-Saône : 88-74
- Chalon-sur-Saône / Saint-Quentin : 91-63
- Dijon / Chalon-sur-Saône : 87-94
- Chalon-sur-Saône / Gravelines-Dunkerque : 77-67
- Monaco / Chalon-sur-Saône : 109-82
- Chalon-sur-Saône / La rochelle : 65-62

#### Matchs retour
- Saint-Quentin / Chalon-sur-Saône : 83-87
- Chalon-sur-Saône / Limoges : 92-76
- Bourg-en-Bresse : Chalon-sur-Saône : 103-77
- Le Mans / Chalon-sur-Saône : 112-86
- Chalon-sur-Saône / Dijon : 86-93
- La Rochelle / Chalon-sur-Saône : 77-86
- Chalon-sur-Saône / Le Portel : 106-76
- Lyon Villeurbanne / Chalon-sur-Saône : 116-95
- Chalon-sur-Saône / Cholet : 105-76
- Chalon-sur-Saône / Nancy : 103-73
- Paris / Chalon-sur-Saône : 100-97
- Chalon-sur-Saône / Nanterre : 107-84
- Chalon-sur-Saône / Strasbourg : 86-78
- Gravelines Dunkerque / Chalon-sur-Saône : 78-71
- Chalon-sur-Saône / Monaco : 90-65

Extrait du classement de BetClic Élite 2024-2025
|    |                  |    |    |    |    |      |      |      |
| 4  | Cholet           | 70 | 30 | 21 | 9  | 2551 | 2441 | 110  |
| 5  | Bourg-en-Bresse  | 60 | 30 | 18 | 12 | 2685 | 2489 | 196  |
| 6  | Le Mans          | 60 | 30 | 18 | 12 | 2639 | 2513 | 126  |
| 7  | Chalon-sur-Saône | 50 | 30 | 15 | 15 | 2610 | 2579 | 31   |
| 8  | Dijon            | 50 | 30 | 15 | 15 | 2533 | 2532 | 1    |
| 9  | Nancy            | 47 | 30 | 14 | 16 | 2544 | 2660 | -116 |
| 10 | Saint-Quentin    | 43 | 30 | 13 | 17 | 2316 | 2373 | -57  |

#### Play-in
- Chalon-sur-Saône / Dijon : 106-85

#### Play-off
- Lyon Villeurbanne / Chalon-sur-Saône : 100-96
- Chalon-sur-Saône / Lyon Villeurbanne : 76-69
- Lyon Villeurbanne / Chalon-sur-Saône : 99-75

### Coupe de France
- Orchies (Nationale 1) / Chalon-sur-Saône : 83-95
- Gries-Souffel (Pro B) / Chalon-sur-Saône : 87-66